# Herscheid
Herscheid is een gemeente in de Duitse deelstaat Noordrijn-Westfalen, gelegen in de Märkischer Kreis in Sauerland. De gemeente Herscheid telt 6.988 inwoners (31 december 2020) op een oppervlakte van 58,93 km².

## Plaatsen in de gemeente Herscheid
- Hüinghausen
- Rärin
- Reblin
- Stottmert
- Warbollen

## Afbeeldingen

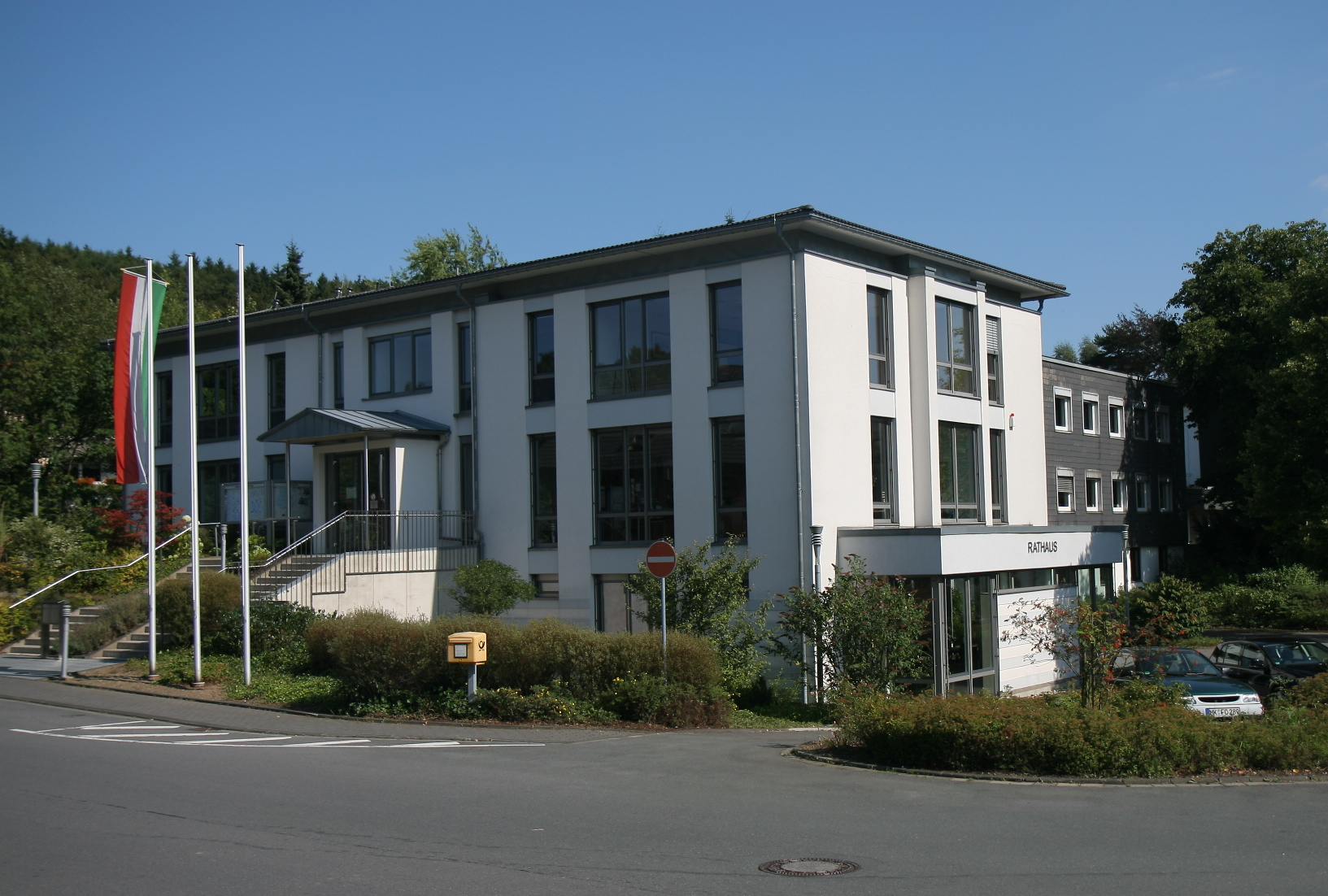
Raadhuis
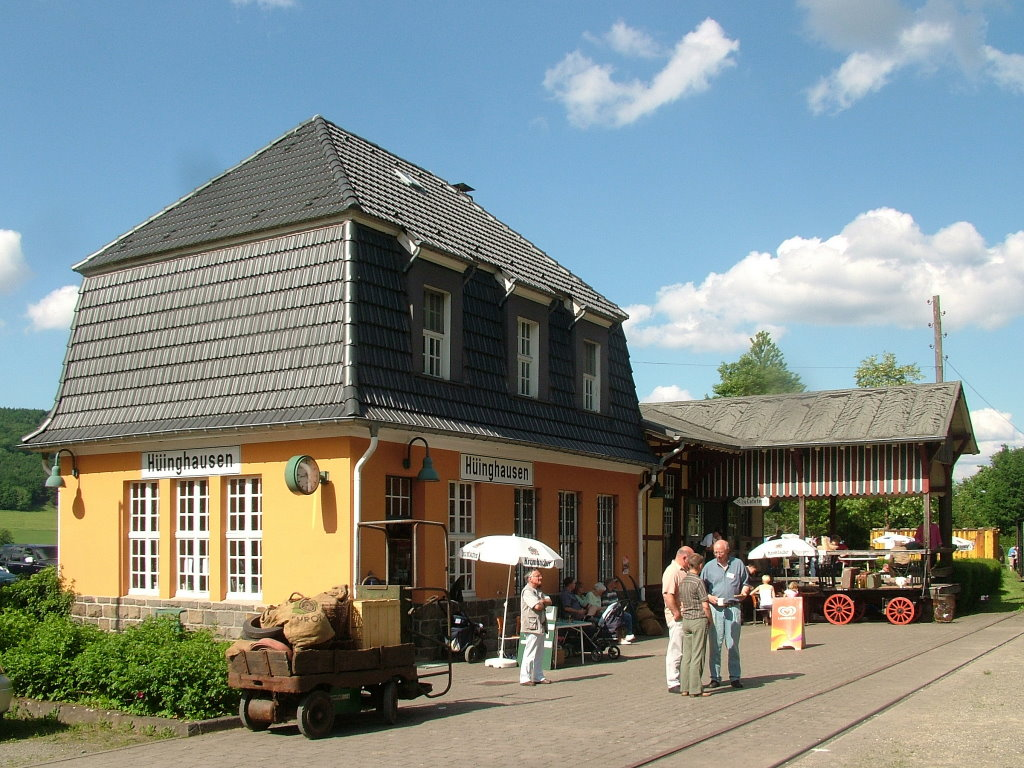
Station Herscheid-Hüinghausen, thans in gebruik bij de Märkische Museums-Eisenbahn
Gezicht op Herscheid

Altena · Balve · Halver · Hemer · Herscheid · Iserlohn · Kierspe · Lüdenscheid · Meinerzhagen · Menden · Nachrodt-Wiblingwerde · Neuenrade · Plettenberg · Schalksmühle · Werdohl